# Contomastix lacertoides
Contomastix lacertoides , conocido popularmente como la «lagartija verde de 5 dedos», es una especie de lagartija de la familia Teiidae que está ampliamente distribuida por Uruguay, Argentina y el sur de Brasil. Fue descrita en 1839 por Duméril y Bribon. 

## Identificación
Los adultos pueden llegar a 70 mm de cabeza a cloaca, con la cola representando casi el doble del tamaño del cuerpo. Tiene hábitos diurnos. Su coloración es castaña y verdosa, pudiendo distinguirse dos líneas que recorren su dorso y sus lados y algunas manchas marrones irregulares.

## Hábitat
Se encuentra generalmente en afloramientos rocosos donde suele refugiarse. 

## Dieta
Se alimenta principalmente de hormigas y arañas. También recurre a otros artrópodos y moluscos cuando están disponibles. 

## Reproducción

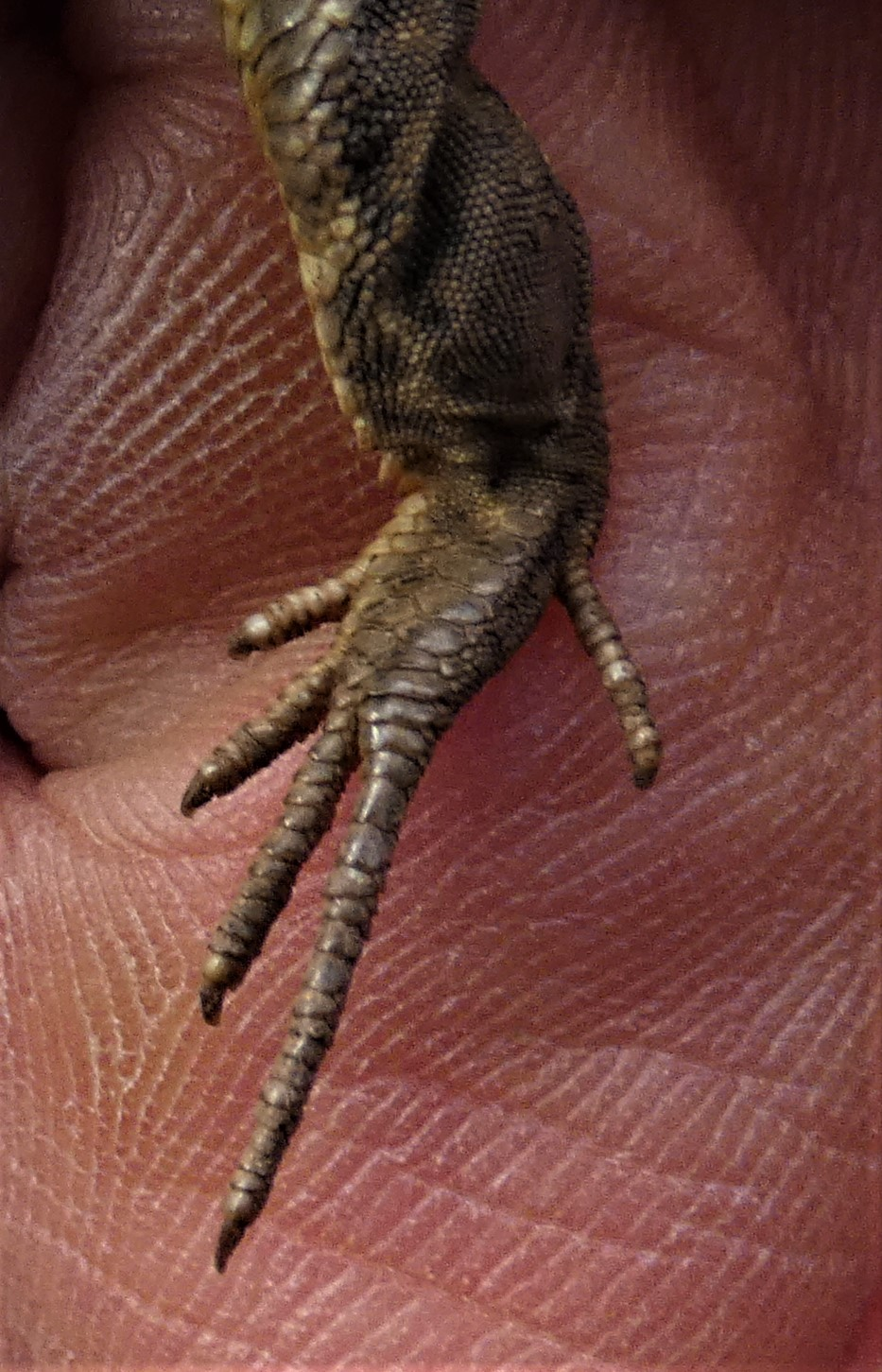
Detalle de la pata de la lagartija verde de 5 dedos. Museo Nacional de Historia Natural de Uruguay

Esta especie suele poner de 2 a 6 huevos de forma alargada y de unos 10 a 16 mm en su eje mayor. Pueden encontrarse en hongueras de hormigas Acromyrmex.